# Collezioni musicali a Lucca

## Panoramica
Tracce di musica sacra a Lucca sono documentate già dal secolo VIII, con la presenza di una scuola di cantori nel Duomo di San Martino, e la musica profana (prodotta per la Festa di Santa Croce) è attestata dal tardo medioevo. Dal '300 si aprirono scuole anche nella Cappella di San Regolo e in Santa Maria Forisportam. Dal '400 abbiamo notizie della cappella del Duomo e delle prime cappelle patrizie, mentre nel 1534 la Repubblica istituisce la Cappella Palatina. Nel 1636 si cominciò a celebrare la festa delle Tasche, nel 1672 si apre il teatro pubblico, e nel 1684 viene fondata la Confraternita di Santa Cecilia. Generi prediletti dai musicisti lucchesi sono stati l'oratorio, le musiche per organo e quelle per archi.

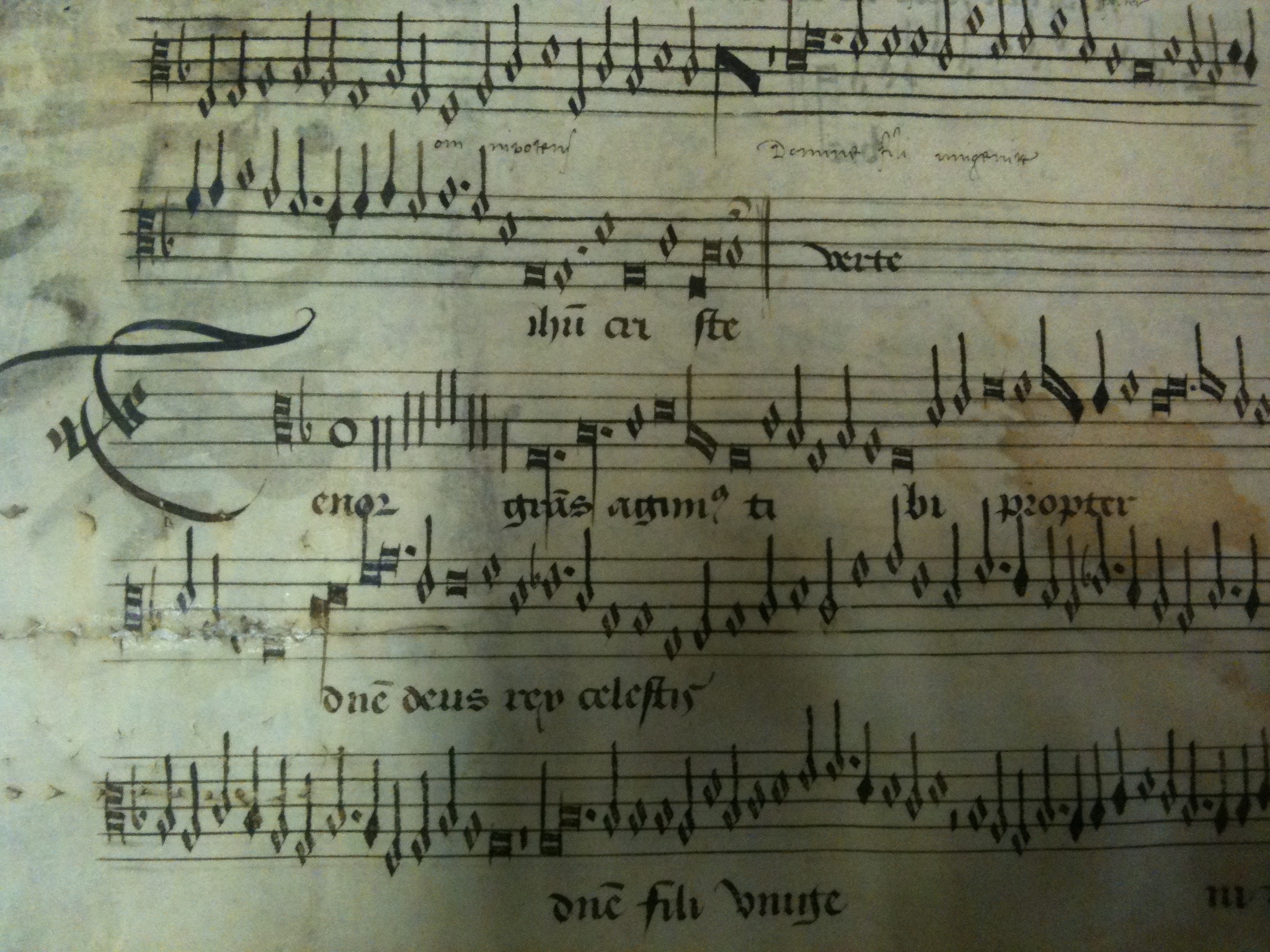
Pagina del Codice Strohm all'Archivio di Stato.

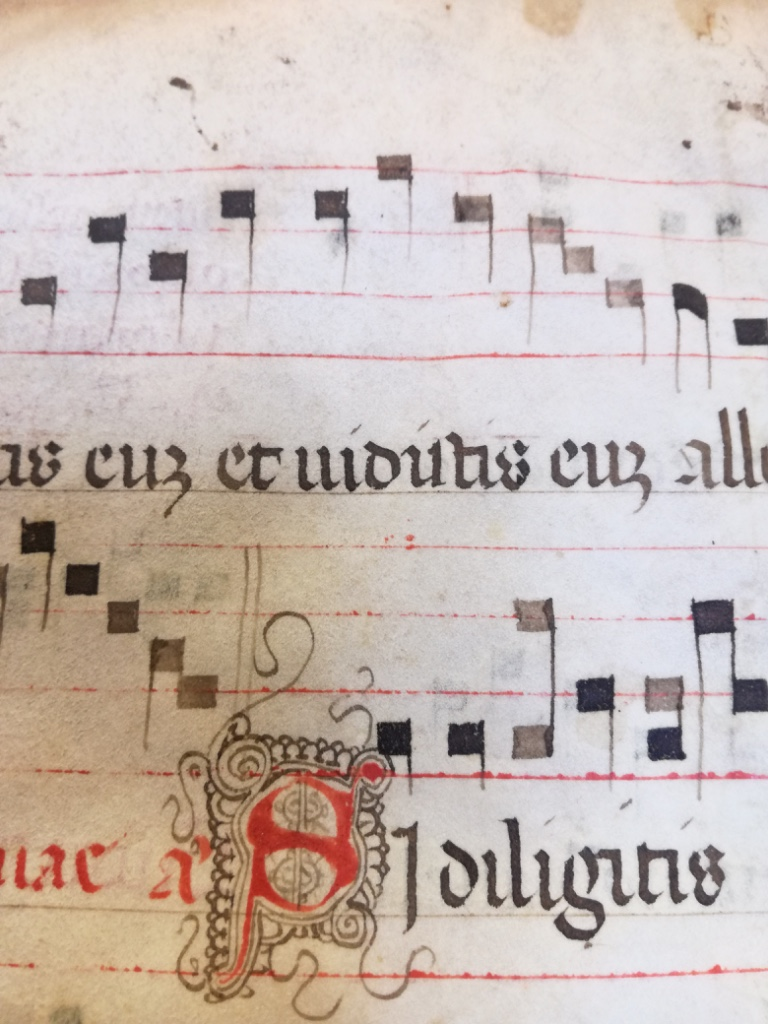
Libro liturgico-musicale alla Biblioteca Statale di Lucca.

## Musica sacra
Consistenti tracce dell'attività musicale sacra si possono trovare negli Archivi Parrocchiali della Diocesi, nella Biblioteca della Diocesi, nell'Archivio Arcivescovile (nel fondo dell'Opera di Santa Croce), nel Seminario di San Martino, nella Biblioteca Statale, nella Biblioteca Feliniana, nella Chiesa di San Frediano, in Archivio di Stato (che conserva due codici integri, lo Strohm e il Mancini), nell'Archivio Musicale della Cappella di Santa Cecilia, e nel fondo privato di Herbert Handt.

## Cinquecento e Seicento
Della produzione profana ci sono pervenuti esempi a partire dal XVI secolo nel Fondo musicale antico della Biblioteca Statale, istituzione che conserva anche un cospicuo numero di trattati musicali cinque-seicenteschi e di libretti che attestano l'attività teatrale dal secondo Seicento.

## Dal Seicento al Settecento
Dal Seicento, quando alla permanente attività sacra si affiancò il Festival delle Tasche, iniziarono a operare a Lucca alcune dinastie di compositori (i Puccini, i Guami), le cui musiche sono oggi conservate tra l'Istituto Boccherini (soprattutto nel Fondo Puccini), il Seminario di San Michele, e di nuovo la Biblioteca della Diocesi (specialmente il Fondo Maggini), e l'Archivio della Cappella di Santa Cecilia. Hanno scritto o partecipato alle feste lucchesi delle Tasche e di Santa Croce i più grandi virtuosi del Settecento (Luigi Boccherini, Pietro Nardini, Filippo Manfredi, Giuseppe Cambini), e a Lucca si presume nasca il leggendario Quartetto toscano, che si crede essere stata la prima formazione quartettistica d'Europa. Le musiche lucchesi di questi virtuosi (soprattutto quelle relative alla Festa di Santa Croce) sono in parte perdute, ma le istituzioni già citate conservano buona parte delle musiche composte per le Tasche.

## Dal Settecento al primo Ottocento
Dalla fine del Settecento operano a Lucca valenti compositori di ambito sacro come i suddetti Puccini, Domenico Quilici e Marco Santucci: le loro musiche sono conservate soprattutto nelle istituzioni ecclesiastiche, in special modo nel Fondo Bernini e nel Seminario di San Michele, ma copie di loro lavori sono anche nel Fondo Handt.
Dal 1805 al 1815, Lucca passò sotto il dominio napoleonico con il principato di Felice ed Elisa Baciocchi, che abolirono le cappelle sacre e la Festa delle Tasche. Cercarono di rimediare alla susseguente carenza di musica con l'istituzione di Accademie principesche e con piccole cappelle civiche, dove impiegarono anche i compositori suddetti. Per pochi anni anche il virtuoso Niccolò Paganini fu a servizio dei Baciocchi.
Dal 1816 i Borbone-Parma ripristinarono le cappelle delle chiese, che sopravvissero durante il regno Lorena, fino all'annessione italiana. Nel 1822, i Borbone-Parma assunsero come maestro di cappella il catanese Giovanni Pacini, che compose per Lucca molta musica sacra mentre continuava la sua grande carriera teatrale. La Biblioteca Feliniana, quella statale, la Biblioteca della Diocesi (soprattutto il Fondo Antico, il Fondo Guerra e il Fondo Maggini), e l'Istituto Boccherini (dove insegnò) posseggono molte copie coeve dei suoi lavori oltre che alcuni autografi. Dall'annessione al Regno d'Italia (dal 1861), la musica "ufficiale" fu comunale, con una cappellina del municipio (diretta anche da Gaetano Luporini) esistita fino al 1910. Ricchi di musica successiva al 1800 sono i posseduti musicali della Biblioteca Statale e dell'Istituto Boccherini, mentre l'Archivio Tucci nell'Archivio di Stato documenta il gusto musicale aristocratico tra Sette e Ottocento. Dall'Ottocento i musicisti della cappella del Duomo crearono un particolare pezzo di chiusura per la Messa di Santa Croce, il Mottettone, per grande organico, frequentato anche nel Novecento. Tutte le istituzioni ecclesiastiche lucchesi hanno ingenti tracce della produzione sacra ottocentesca.

## Il secondo Ottocento e il primo Novecento

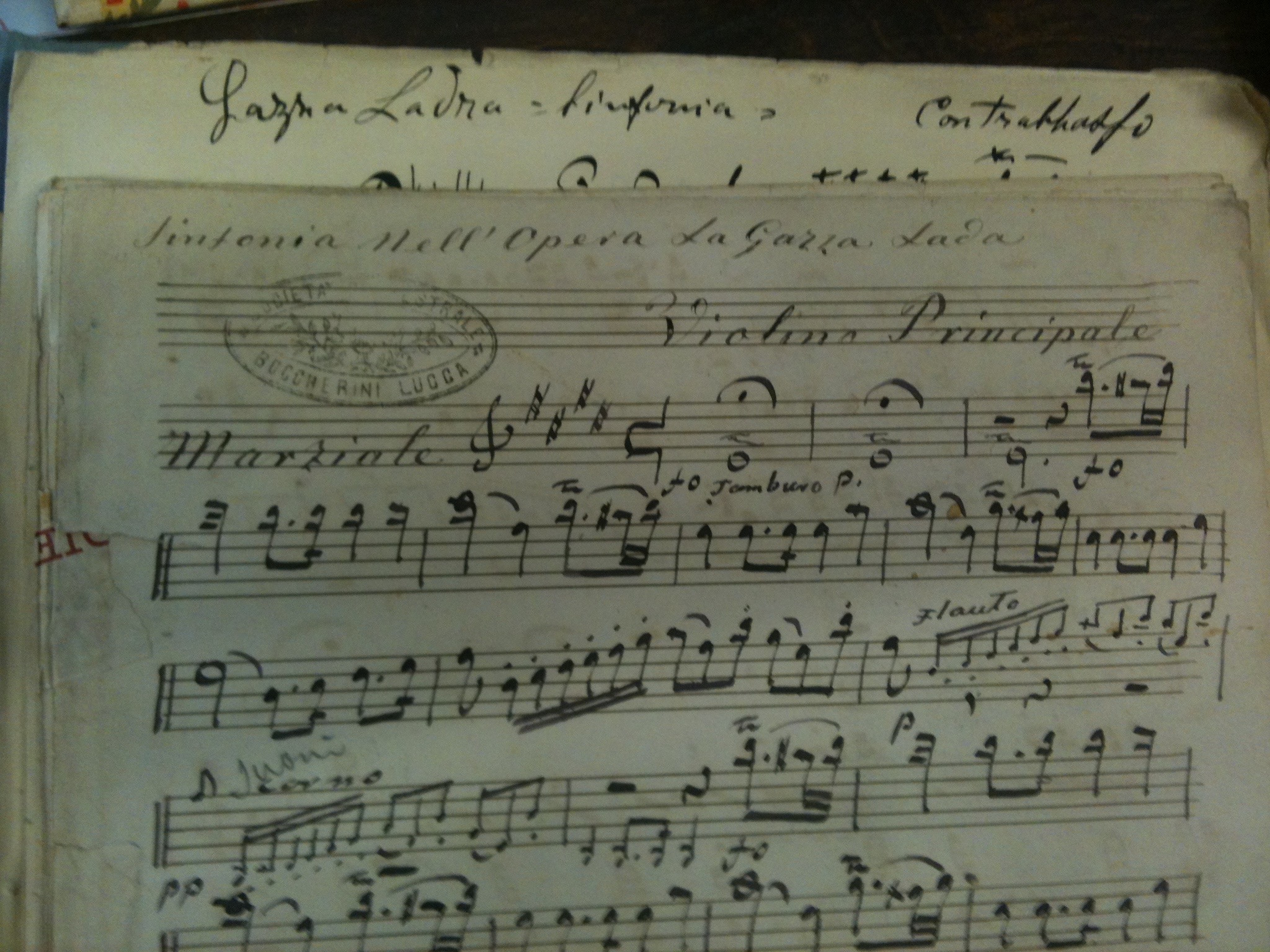
Manoscritto della parte del primo violino della sinfonia della Gazza ladra di Gioachino Rossini alla Società Orchestrale Boccherini di Lucca.

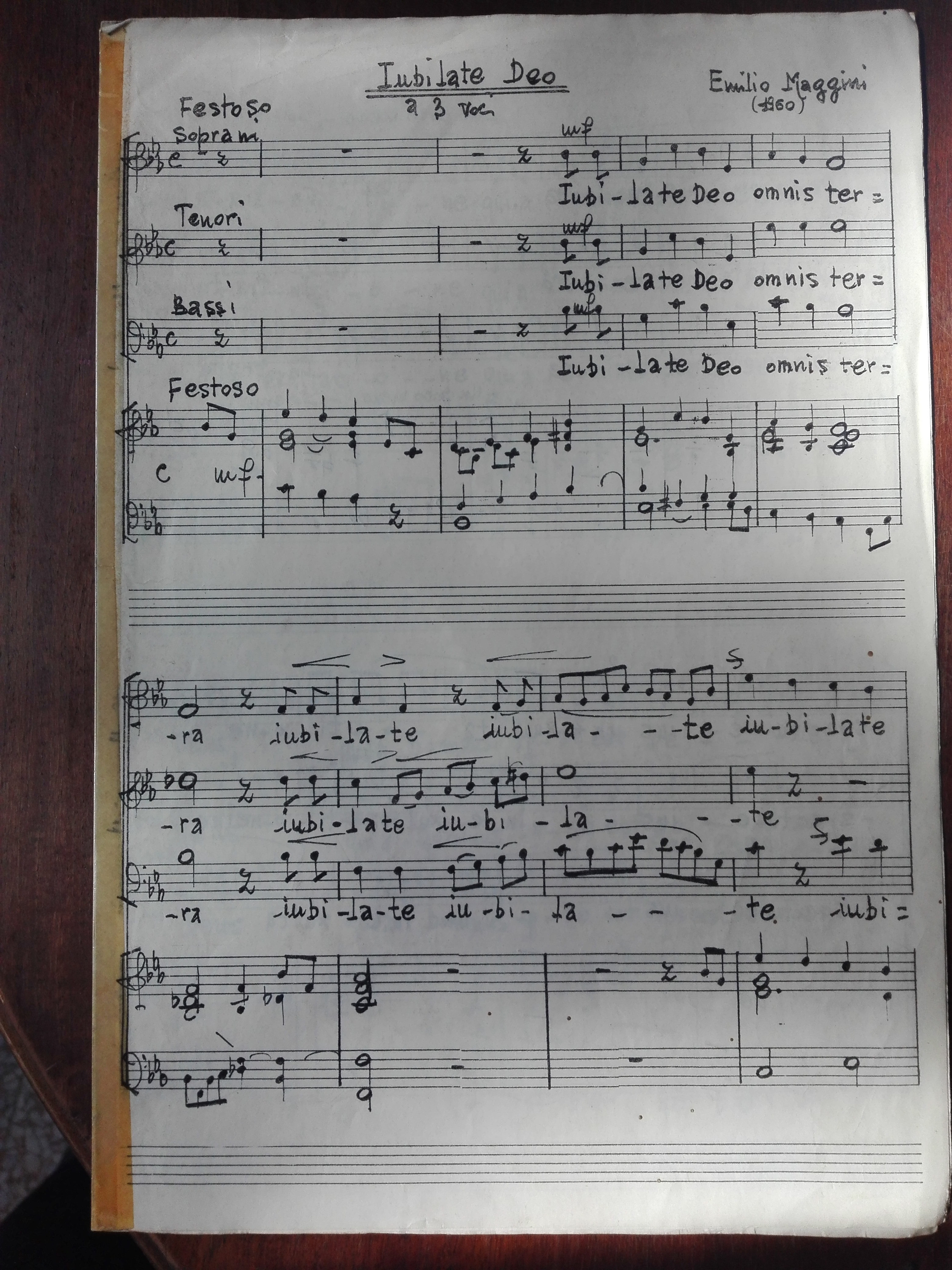
Manoscritto di Emilio Maggini all'Istituto Baralli.

Dal 1861, Abramo Basevi promosse la musica strumentale e le bande in tutto il Regno, e in questo contesto si fondò Lucca la Società Orchestrale Boccherini, le cui musiche sono oggi alla Statale, e l'attività di musica dilettantistica, come attesta il Fondo Vezzani.  A cavallo tra Otto e Novecento hanno operato a Lucca compositori come Alfredo Catalani, Giacomo Puccini e il già citato Luporini. La collezione musicale di Luporini (ricca anche di numerosi autografi) fu donata dal nipote all'Istituto Boccherini, e musiche di Catalani sono alla Statale, al Boccherini e all'Archivio della Cappella di Santa Cecilia. È però la fama di Puccini che tutt'oggi si spande maggiormente sulla città. Tutte le biblioteche che abbiamo citato finora posseggono almeno un'edizione a stampa delle opere di Puccini. Molte sue lettere e tre autografi pucciniani sono alla Casa Natale, mentre alla Biblioteca Statale si conserva il Fondo Bonturi-Razzi, che contiene la collezione privata della cognata di Puccini (sorella della moglie Elvira), ricca di missive che Puccini spedì e ricevette dai più importanti compositori d'Europa. Infine, il Centro Studi Giacomo Puccini, situato nella Casermetta San Colombano sulle mura, è il maggiore depositario dell'innumerevole letteratura critica sul compositore, e ha al suo interno molti fondi di collezionisti appassionati della musica del maestro (la famiglia Bigongiari), oltre che di eminenti studiosi (vi sono conservate la biblioteche di Julian Budden e Giorgio Magri).

## Il pieno Novecento
Nel Novecento Lucca vive una nuova ondata di musica sacra grazie alla figura di Emilio Maggini, che promuove molte attività parrocchiali e didattiche che producono musiche oggi conservate nelle istituzioni diocesane, nel fondo della Polifonica Lucchese e dell'istituto Baralli. La musica profana novecentesca è attestata nella musica popolare che si conserva nel Fondo Vezzani, da quella prodotta dalla Società Mandolinistica e dagli spettacoli del Teatro del Giglio. Nel Novecento e nei primi anni 2000 molti privati hanno donato alle istituzioni lucchesi le loro collezioni: la biblioteca del musicologo Alfredo Bonaccorsi, delle collezioniste Teresa e Marianna Bottini e del compositore Enzo Borlenghi sono oggi all'Istituto Boccherini (che nel Novecento amplia anche il suo materiale didattico), quella della pianista dilettante Ilaria Petrucci è al Centro Studi Giacomo Puccini, la collezione del paleografo musicale Raffaello Baralli è alla Biblioteca Feliniana, mentre i libretti collezionati da Almachilde Pellegrini sono in Archivio di Stato.

## Elenco delle collezioni musicali
| Instituzione                                  | Indirizzo                   | Fondi |
| --------------------------------------------- | --------------------------- | --- |
| Archivio Arcivescovile e Biblioteca Feliniana | Via dell'Arcivescovado, 45  | Archivi parrocchiali Libri liturgico-musicali Opera di Santa Croce Fondo musicale della Chiesa del SS. Crocefisso Fondo Baralli |
| Archivio di Stato                             | Piazza Guidiccioni, 8       | Frammenti musicali Archivio Tucci Fondo Pellegrini Fondo della Società mandolinistica |
| Archivio della Polifonica Lucchese            | Piazza Sant'Alessandro, 3   | [ 51 ] |
| Archivio Herbert Handt                        | Archivio privato            | [ 17 ] |
| Biblioteca Diocesana Agresti                  | Via del Seminario, 1        | Libri liturgico-musicali Fondo del Seminario di San Martino Fondo del Seminario di San Michele Fondo Guerra Fondo Bernini Fondo moderno del Seminario Diocesano Fondo lucchese Fondo della nuova Cappella di Santa Cecilia Fondo Emilio Maggini |
| Biblioteca Statale                            | Via S. Maria Corteorlandini | Libri liturgico-musicali Musica antica Trattati Libretti Materiale musicale Fondo della Società Orchestrale Boccherini Fondo Bonturi-Razzi |
| Biblioteca del Teatro del Giglio              | Piazza del Giglio           | [ 53 ] |
| Cattedrale di Lucca                           | Via Francesco Carrara       | Archivio musicale della Cappella di Santa Cecilia |
| Centro Studi Giacomo Puccini                  | Casermetta San Colombano    | Biblioteca del Centro Collezione Bigongiari Fondo Budden Fondo Magri Fondo Petrucci |
| Chiesa di San Frediano                        | Piazza San Frediano         | [ 15 ] |
| Istituto Musicale Diocesano Baralli           | Via dell'Angelo Custode, 26 | [ 36 ] |
| Istituto Musicale Luigi Boccherini            | Piazza del Suffragio, 6     | Fondo Antico Fondo Musica sacra Fondo Puccini Materiale musicale della Biblioteca Fondo Bonaccorsi Fondo Borlenghi Fondo Teresa e Marianna Bottini Fondo Luporini Fondo Vezzani                                                                 |
| Puccini Museum Casa Natale di Giacomo Puccini | Corte San Lorenzo, 9        | [ 39 ] |